# Metachroma longipenne
Metachroma longipenne är en skalbaggsart som beskrevs av Blake 1970. Metachroma longipenne ingår i släktet Metachroma och familjen bladbaggar. Inga underarter finns listade i Catalogue of Life.